# Dětřichov u Frýdlantu
Dětřichov é um município da República Checa localizada no distrito de Liberec, região de Liberec.